# 谷口睦生
谷口 睦生（たにぐち むつお、1913年（大正2年）3月5日 - 1943年（昭和18年）10月2日）は、日本の陸上競技（短距離走）選手。昭和初期の日本陸上短距離界においては、吉岡隆徳とともに「双璧」と見なされた選手で、200m直走路で日本記録を更新、100mで日本学生記録タイをマークした。第二次世界大戦で戦死。 

## 生涯
熊本県八代郡鏡町（現在の八代市）生まれ。宇土中学校（現在の熊本県立宇土中学校・高等学校）在学中より競技で頭角を現し、九州選手権（100・200メートル）の保持者であった。同窓の戸上研之（三段跳、山鹿出身）とともに、関西大学に入学。
「暁の超特急」と呼ばれた吉岡隆徳と並び、昭和初期日本陸上短距離界の双璧と見なされた選手で、1933年（昭和8年）には日比対抗東京大会で200メートル優勝。1934年（昭和9年）9月9日には日米対抗大会で200m直走路を21秒2で走り日本記録（なお、200メートル競走では1968年以降曲走路の記録のみが公認記録となっているため、谷口は200m直走路で最後の日本記録保持者となっている）。1935年（昭和10年）には第6回学生オリンピック大会200メートル（100メートルとも）で優勝。1935年5月26日には日本陸上競技選手権大会（甲子園）の100メートルで10秒4を記録、これは吉岡隆徳と並ぶ日本学生記録タイであった（なお、1938年7月にも同じ10秒4を出している）。
1936年ベルリンオリンピックには日本代表として出場した。
1939年（昭和14年）、関西大学法学部卒業。日本製鉄八幡製鉄所（現在の日本製鉄）に入社した。応召して熊本師団（都城歩兵第23連隊）から出征｡ 中国戦線より南方に転戦。1943年10月2日、ソロモン諸島ブーゲンビル島南方のコロンバンガラ島沖で、乗船していた船艇が攻撃を受けて戦死した（ソロモン諸島の戦い参照）。戸上研之の手記によれば、戦死の前日にコロンバンガラ島で戸上と谷口は偶然再会して語らったという。

## 記念
1964年東京オリンピック聖火リレーが鏡町を通過するのを記念して、谷口の銅像が制作された。この銅像は2015年時点で、八代市鏡総合グラウンド正面に立地している。
郷里八代では、「谷口睦生杯八代陸上競技選手権大会」が開催されている。